# François Antoine Lefebvre
 (mai 2020).
Pour les articles homonymes, voir Lefèvre (patronyme).
François Antoine Lefebvre ou l'abbé Lefevre, né à Boulogne-sur-Mer en 1828 et mort à Halinghem en 1895, est un ecclésiastique et auteur français.

## Biographie
François Antoine Lefebvre est ordonné prêtre en 1855. Il est d'abord vicaire à Lens puis nommé en 1858 à Halinghem. En 1894, il devient chanoine honoraire d'Arras.
Il est membre de la Commission des monuments historiques du Pas-de-Calais, membre de la Société académique du Boulonnais et de la société des antiquaires du Pas-de-Calais.

## Publications
- Les Huguenots et la ligue au diocèse de Boulogne : esquisse historique, Boulogne-sur-mer, Impr. de Berger frères, 1855, VIII-246 p. Accessible en texte intégral sur LillOnum.
- La Chartreuse de Notre-Dame-des-Prés à Neuville sous Montreuil-sur-Mer, Paris, Bray et Retaux Libraires-Editeurs, 1881
- La chartreuse de Saint-Honoré à Thuison près d'Abbeville, Abbeville, A. Retaux, 1885, XV-571 p. Accessible en texte intégral sur LillOnum.
- Hagiographie boulonnaise. Sainte Godeleine, son culte et ses reliques, Arras, Sueur-Charruez, 1888, IV-XVI-324
- Saint Wulmer : fondateur de l'abbaye de Samer, Boulogne sur Mer :, Mlle Deligny, 1894, 317 p.
- Notice historique et archéologique sur Halinghem (canton de Samer, Pas-de-Calais), Boulogne-sur-mer, 1875, 183p. Accessible en texte intégral sur Gallica.
- Histoire de Notre-Dame de Boulogne et de son pèlerinage, Boulogne-sur-mer, 1894, 494 p. Accessible en texte intégral sur LillOnum.